# Mitsutaka Hirota
Mitsutaka Hirota (広田 光毅 Hirota Mitsutaka?, 18 de agosto de 1967, Prefectura de Osaka) es un guionista de anime japonés. Es mejor conocido por escribir los guiones de las adaptaciones al anime de Nanbaka, Rent-A-Girlfriend, Edens Zero y Gimai Seikatsu.

## Biografía
Erika Yoshida nació el 18 de agosto de 1967 en la Prefectura de Osaka. Después de graduarse de la Universidad de Tamagawa, ingresó en la Escuela de Guion de Osaka (Scenario Center Osaka) para aprender técnicas de escritura de guiones. Posteriormente, consiguió un empleo en una empresa de alquiler, donde trabajó hasta 1997, antes de renunciar. Debutó como guionista en el año 2000 en la serie antológica Shūkan Storyland. En 2006, realizó su primer trabajo como guionista principal, encargandose de la composición de la serie de televisión Otogi Jūshi Akazukin producida por Madhouse y Group TAC. Desde entonces, ha escrito guiones para diversas producciones, principalmente en series de anime para televisión.

## Trabajos

### Anime

#### Series de televisión
| Año  | Anime                                                                             | Estudio                                                      | Funciones                                                                             | Refs.                |
| ---- | --------------------------------------------------------------------------------- | ------------------------------------------------------------ | ------------------------------------------------------------------------------------- | -------------------- |
| 2000 | Shūkan Storyland                                                                  | Nippon Animation VAP Satelight Shin-Ei Animation Tokyo Movie | Guionista                                                                             | [ 1 ]                |
| 2004 | Viewtiful Joe                                                                     | Group TAC                                                    | Guionista (#30, 37, 44, 51)                                                           | [ 3 ]                |
| 2005 | Tōhai Densetsu Akagi: Yami ni Maiorita Tensai                                     | Madhouse                                                     | Guionista (#8-9, 17-19, 23-24)                                                        | [ 4 ]                |
| 2006 | Kage kara Mamoru!                                                                 | Group TAC                                                    | Guionista (#5, 8)                                                                     | [ 5 ]                |
| 2006 | Otogi Jūshi Akazukin                                                              | Madhouse Group TAC                                           | Composición de la serie Guionista (#1, 3, 7, 9-10, 12, 16, 19, 21, 24, 30-31, 35, 38) | [ 2 ]                |
| 2006 | Mamotte! Lollipop                                                                 | Studio Comet                                                 | Guionista (#4, 8, 12)                                                                 | [ 6 ]                |
| 2006 | Muteki Kanban Musume                                                              | Telecom Animation Film                                       | Guionista (#2, 6-7, 12)                                                               | [ 7 ]                |
| 2006 | Hataraki Man                                                                      | Gallop                                                       | Guionista (#3, 5, 7-8)                                                                | [ 8 ]                |
| 2007 | Robby to Kerobby                                                                  | A-1 Pictures                                                 | Guionista (#29, 32, 38, 47)                                                           | [ 9 ]                |
| 2007 | Kamichama Karin                                                                   | Satelight                                                    | Guionista (#3, 6, 9, 12, 14, 19-20, 24)                                               | [ 10 ]               |
| 2007 | Gyakkyō Burai Kaiji: Ultimate Survivor                                            | Madhouse                                                     | Guionista (#3, 7, 10, 13, 17, 21, 24)                                                 | [ 11 ]               |
| 2007 | Dragonaut: The Resonance                                                          | Gonzo                                                        | Guionista (#9, 15)                                                                    | [ 12 ]               |
| 2008 | Itazura na Kiss                                                                   | TMS Entertainment                                            | Guionista (#2, 5, 9, 15, 17, 21)                                                      | [ 13 ]               |
| 2008 | Kemeko Deluxe!                                                                    | Hal Film Maker                                               | Guionista (#4, 8, 10)                                                                 | [ 14 ]               |
| 2008 | One Outs                                                                          | Madhouse                                                     | Guionista (#6-7, 10-11, 14, 18-19, 22-23)                                             | [ 15 ]               |
| 2009 | Fresh Precure!                                                                    | Toei Animation                                               | Guionista (#8, 14, 20, 29, 32, 38, 43, 49)                                            | [ 16 ]               |
| 2010 | Hakuōki                                                                           | Studio Deen                                                  | Guionista (#2-3, 9, 12)                                                               | [ 17 ]               |
| 2010 | Hime Chen! Otogi Chikku Idol Lilpri                                               | TMS Entertainment                                            | Guionista (#3, 9, 16, 21, 29, 34, 38, 43, 48)                                         | [ 18 ]               |
| 2010 | Rainbow: Nisha Rokubō no Shichinin                                                | Madhouse                                                     | Guionista (#3-4, 6, 9, 12, 16, 18-19, 23-25)                                          | [ 19 ]               |
| 2010 | Hakuōki: Hekketsuroku                                                             | Studio Deen                                                  | Guionista (#2, 7)                                                                     | [ 20 ]               |
| 2011 | X-Men                                                                             | Madhouse                                                     | Composición de la serie Guionista (#1-12)                                             | [ 21 ]               |
| 2011 | Gyakkyō Burai Kaiji: Hakairoku-hen                                                | Madhouse                                                     | Guionista (#2-12, 15-25)                                                              | [ 22 ]               |
| 2011 | Hunter × Hunter                                                                   | Madhouse                                                     | Guionista (#3, 6, 10, 15, 18, 23, 31, 35, 41, 44, 51, 54, 63)                         | [ 23 ]               |
| 2011 | Persona 4 the Animation                                                           | AIC ASTA                                                     | Guionista (#3, 9-10, 16-17, 20, 23)                                                   | [ 24 ]               |
| 2012 | Shin Tennis no Ōjisama                                                            | Production I.G M.S.C                                         | Composición de la serie Guionista (#1, 5)                                             | [ 25 ]               |
| 2012 | Brave 10                                                                          | TMS Entertainment                                            | Guionista (#4, 6-7, 10)                                                               | [ 26 ]               |
| 2012 | Hakuōki: Reimeiroku                                                               | Studio Deen                                                  | Guionista (#2, 6, 9)                                                                  | [ 27 ]               |
| 2012 | Yu☆Gi☆Oh! Zexal Second                                                            | Gallop                                                       | Guionista (#5-6, 14-15, 18, 23-24, 28-29, 37-38, 49-50, 54-55, 63-67)                 | [ 28 ]               |
| 2013 | Hakkenden: Tōhō Hakken Ibun                                                       | Studio Deen                                                  | Guionista (#6-7, 10-12)                                                               | [ 29 ]               |
| 2013 | Tetsujin 28-gō Gao!                                                               | Eiken TYO Animations                                         | Composición de la serie Guionista (#2-10, 12-18)                                      | [ 30 ]               |
| 2013 | Hakkenden: Tōhō Hakken Ibun 2nd Season                                            | Studio Deen                                                  | Guionista (#17-18, 23, 25)                                                            | [ 31 ]               |
| 2014 | Carino Coni                                                                       | Robot Communications                                         | Composición de la serie Guionista (#1-26)                                             | [ 32 ]               |
| 2014 | Yu☆Gi☆Oh! Arc-V                                                                   | Gallop                                                       | Guionista (#7, 9, 19-20, 27, 31-32, 55, 59-61, 69, 71, 77, 84-85, 89, 93-94)          | [ 33 ]               |
| 2014 | Bakumatsu Rock                                                                    | Studio Deen                                                  | Composición de la serie Guionista (#1-2, 6, 11-12)                                    | [ 34 ]               |
| 2016 | Phantasy Star Online 2 The Animation                                              | Telecom Animation Film                                       | Composición de la serie Guionista (#1-2, 7-9, 12)                                     | [ 35 ]               |
| 2016 | Bonobono                                                                          | Eiken                                                        | Composición de la serie Guionista                                                     | [ 36 ]               |
| 2016 | Amaama to Inazuma                                                                 | TMS Entertainment                                            | Composición de la serie Guionista (#1-2, 5, 7, 12)                                    | [ 37 ]               |
| 2016 | Time Travel Shōjo: Mari Waka to 8-nin no Kagakusha-tachi                          | WAO World                                                    | Guionista (#5-6, 11-12)                                                               | [ 38 ]               |
| 2016 | Nanbaka                                                                           | Satelight                                                    | Composición de la serie Guionista (#1-3, 7, 13)                                       | [ 39 ]               |
| 2017 | Yu☆Gi☆Oh! VRAINS                                                                  | Gallop                                                       | Guionista (#27-28, 36-37, 53-54, 60-61, 69-70, 81-82, 88-89, 99-101, 115-116)         | [ 40 ]               |
| 2017 | Nana Maru San Batsu                                                               | TMS Entertainment                                            | Guionista (#3, 6, 10)                                                                 | [ 41 ]               |
| 2017 | Marvel Future Avengers                                                            | Madhouse                                                     | Guionista (#5, 11-12, 18, 23)                                                         | [ 42 ]               |
| 2017 | Animegataris                                                                      | WAO World                                                    | Composición de la serie Guionista (#1-2, 11-12)                                       | [ 43 ]               |
| 2018 | Marvel Future Avengers 2nd Season                                                 | Madhouse                                                     | Guionista (#2, 6, 8, 10)                                                              | [ 44 ]               |
| 2018 | Hug tto! Precure                                                                  | Toei Animation                                               | Guionista (#6, 10, 14, 21, 27, 35)                                                    | [ 45 ]               |
| 2018 | Chūkan Kanriroku Tonegawa                                                         | Madhouse                                                     | Composición de la serie Guionista (#1, 4, 7, 14-15, 20, 24)                           | [ 46 ]               |
| 2018 | Zoids Wild                                                                        | OLM                                                          | Composición de la serie Guionista (#1-3, 8, 13, 19-20, 26, 36-38, 49-50)              | [ 47 ]               |
| 2018 | Conception                                                                        | Gonzo                                                        | Guionista (#9)                                                                        | [ 48 ]               |
| 2019 | Star☆Twinkle Precure                                                              | Toei Animation                                               | Guionista (#8, 13, 24, 27, 35, 42)                                                    | [ 49 ]               |
| 2019 | Actors: Songs Connection                                                          | Drive                                                        | Guionista (#3, 7, 10)                                                                 | [ 50 ]               |
| 2020 | Majutsushi Orphen Hagure Tabi                                                     | Studio Deen                                                  | Guionista (#5-7)                                                                      | [ 51 ]               |
| 2020 | Healin' Good♡Precure                                                              | Toei Animation                                               | Guionista (#7, 12, 24, 34)                                                            | [ 52 ]               |
| 2020 | Kanojo, Okarishimasu                                                              | TMS Entertainment                                            | Composición de la serie Guionista (#1-4, 7, 9, 12)                                    | [ 53 ] [ 54 ]        |
| 2021 | Majutsushi Orphen Hagure Tabi: Kimluck-hen                                        | Studio Deen                                                  | Guionista (#1-2)                                                                      | [ 55 ]               |
| 2021 | Edens Zero                                                                        | J.C.Staff                                                    | Composición de la serie Guionista (#1-10, 12-13, 15-16, 18-19, 21-22, 25)             | [ 56 ]               |
| 2021 | Seirei Gensōki                                                                    | TMS Entertainment                                            | Composición de la serie Guionista (#2, 6, 10)                                         | [ 57 ] [ 58 ]        |
| 2021 | Waccha PriMagi!                                                                   | Tatsunoko Production Dongwoo A&E                             | Guionista (#5, 8, 11, 17, 24, 31, 39, 43, 48)                                         | [ 59 ]               |
| 2021 | Kumo desu ga, Nani ka?                                                            | Millepensee                                                  | Guionista (#3-9, 10, 14, 16, 19, 22-23)                                               | [ 60 ]               |
| 2022 | Kanojo, Okarishimasu 2nd Season                                                   | TMS Entertainment                                            | Composición de la serie Guionista (#13-14, 18, 24)                                    | [ 61 ] [ 62 ]        |
| 2022 | Shoot! Goal to the Future                                                         | Magic Bus EMT Squared                                        | Composición de la serie Guionista (#1-3, 6, 12-13)                                    | [ 63 ]               |
| 2022 | Shin Tennis no Ōjisama: U-17 World Cup                                            | M.S.C Studio Kai                                             | Composición de la serie Guionista (#1-2, 4, 9, 12-13)                                 | [ 64 ]               |
| 2022 | Mushikaburi-hime                                                                  | Madhouse                                                     | Composición de la serie Guionista (#1-3, 6, 11-12)                                    | [ 65 ]               |
| 2023 | Eiyū-Ō, Bu o Kiwameru Tame Tensei-Su: Soshikite, no Minarai Kishi                 | Studio Comet                                                 | Composición de la serie Guionista (#1-4, 6, 8, 11-12)                                 | [ 66 ]               |
| 2023 | Edens Zero 2nd Season                                                             | J.C.Staff                                                    | Composición de la serie Guionista (#28-28, 30-31, 33-34, 36-39, 41-42, 44, 46-48, 50) | [ 67 ]               |
| 2023 | Kanojo ga Kōshaku-Tei ni Itta Riyū                                                | Typhoon Graphics                                             | Composición de la serie Guionista (#1-2, 4, 6, 8-9, 12)                               | [ 68 ]               |
| 2023 | Okashi na Tensei                                                                  | SynergySP                                                    | Composición de la serie Guionista (#1-12)                                             | [ 69 ] [ 70 ]        |
| 2023 | Kanojo, Okarishimasu 3rd Season                                                   | TMS Entertainment                                            | Composición de la serie Guionista (#25-28, 30, 33, 35-36)                             | [ 71 ] [ 72 ] [ 73 ] |
| 2023 | Helck                                                                             | Satelight                                                    | Composición de la serie Guionista (#7-9, 13-18)                                       | [ 74 ] [ 75 ]        |
| 2024 | Oi! Tonbo                                                                         | OLM                                                          | Composición de la serie Guionista (#1-13)                                             | [ 76 ]               |
| 2024 | Boku no Tsuma wa Kanjō ga nai                                                     | Tezuka Productions                                           | Composición de la serie Guionista (#1-2, 4, 6, 9, 12)                                 | [ 77 ]               |
| 2024 | Gimai Seikatsu                                                                    | Studio Deen                                                  | Composición de la serie Guionista (#1-3, 7, 9, 11-12)                                 | [ 78 ] [ 79 ]        |
| 2024 | Shin Tennis no Ōjisama: U-17 World Cup Semifinal                                  | M.S.C                                                        | Composición de la serie Guionista (#1-3, 5)                                           | [ 80 ]               |
| 2024 | Oi! Tonbo 2nd Season                                                              | OLM                                                          | Composición de la serie Guionista (#14-19)                                            | [ 81 ] [ 82 ]        |
| 2024 | Seirei Gensōki 2                                                                  | TMS Entertainment                                            | Composición de la serie Guionista (#3, 7, 11)                                         | [ 83 ] [ 84 ]        |
| 2025 | Izure Saikyō no Renkinjutsu-shi?                                                  | Studio Comet                                                 | Composición de la serie Guionista (#1-12)                                             | [ 85 ]               |
| 2025 | Watashi o Tabetai, Hito de Nashi                                                  | Studio Lings                                                 | Composición de la serie                                                               | [ 86 ]               |
| 2025 | Shiro Buta Kizoku desu ga Zense no Kioku ga Haeta node Hiyoko na Otōto Sodatemasu | Studio Comet                                                 | Composición de la serie                                                               | [ 87 ]               |
| 2025 | Kanojo, Okarishimasu 4th Season                                                   | TMS Entertainment                                            | Composición de la serie Guionista (#37-39, 42, 44)                                    | [ 88 ]               |
| 2025 | Tensei Akujo no Kuro Rekishi                                                      | Studio Deen                                                  | Composición de la serie                                                               | [ 89 ]               |
| 2026 | Dead Account                                                                      | SynergySP                                                    | Composición de la serie                                                               | [ 90 ]               |
| —    | Kanojo, Okarishimasu 4th Season Part 2                                            | TMS Entertainment                                            | Composición de la serie                                                               | [ 91 ]               |

#### Películas
| Año  | Anime                                                       | Estudio              | Funciones | Refs.  |
| ---- | ----------------------------------------------------------- | -------------------- | --------- | ------ |
| 2011 | Tennis no Ōjisama Movie 2: Eikokushiki Teikyū Shiro Kessen! | Production I.G M.S.C | Guionista | [ 92 ] |
| 2012 | Persona 4 the Animation: The Factor of Hope                 | AIC ASTA             | Guionista | [ 93 ] |
| 2013 | Bayonetta: Bloody Fate                                      | Gonzo                | Guionista | [ 94 ] |
| 2014 | Avengers Confidential: Black Widow to Punisher              | Madhouse             | Guionista | [ 95 ] |
| 2015 | Digimon Adventure tri. 1: Saikai                            | Toei Animation       | Guionista | [ 96 ] |
| 2016 | Digimon Adventure tri. 2: Ketsui                            | Toei Animation       | Guionista | [ 96 ] |
| 2016 | Yowamushi Pedal: Spare Bike                                 | TMS Entertainment    | Guionista | [ 97 ] |
| 2017 | Bonobono: Uchū kara Kita Tomodachi                          | Eiken TYO Animations | Guionista | [ 98 ] |
| 2019 | Korasho no Kaitei Wakuwaku Daibōken! Movie                  | TMS Entertainment    | Guionista | [ 99 ] |

#### ONAs
| Año  | Anime                                                      | Estudio          | Funciones                                          | Refs.   |
| ---- | ---------------------------------------------------------- | ---------------- | -------------------------------------------------- | ------- |
| 2017 | Nanbaka 2                                                  | Satelight        | Composición de la serie Guionista (#16, 20, 25-26) | [ 100 ] |
| 2021 | Shin Tennis no Ōjisama: Hyōtei vs. Rikkai - Game of Future | M.S.C Studio Kai | Composición de la serie Guionista                  | [ 101 ] |

#### OVAs
| Año  | Anime                                                       | Estudio                  | Funciones                         | Refs.   |
| ---- | ----------------------------------------------------------- | ------------------------ | --------------------------------- | ------- |
| 2006 | Tennis no Ōjisama: Zenkoku Taikai-hen                       | M.S.C                    | Guionista (#3, 6, 12)             | [ 102 ] |
| 2009 | Tennis no Ōjisama: Another Story - Kako to Mirai no Message | M.S.C                    | Guionista                         | [ 103 ] |
| 2015 | Hero Company                                                | Studio Deen              | Guionista                         | [ 104 ] |
| 2018 | Tennis no Ōjisama: Best Games!!                             | Tezuka Productions M.S.C | Composición de la serie Guionista | [ 105 ] |

#### Especiales
| Año  | Anime                                  | Estudio                  | Funciones         | Refs.   |
| ---- | -------------------------------------- | ------------------------ | ----------------- | ------- |
| 2009 | Tennis no Ōjisama: Message in a Bottle | M.S.C                    | Guionista         | [ 106 ] |
| 2012 | Buta                                   | Telecom Animation Film   | Guionista         | [ 107 ] |
| 2013 | Pokemon: The Origin                    | Production I.G Xebec OLM | Guionista (#1, 3) | [ 108 ] |

### Acción real

#### Series de televisión
- Derishasu Gakuin (Guionista eps 4, 6, 10; 2007)[109]
- Tomica Hero Rescue Force (Guionista; 2008-2009)[109]
- Tumbling Vol.3 (Guionista; 2013)[109]